# Stani Nitkowski
Pour les articles homonymes, voir Nitkowski.
Stani Nitkowski, né le 29 mai 1949 à La Pouëze et mort  à Angers le 2 avril 2001, est un peintre français.

## Biographie
Né d'un père mineur, d'origine polonaise, venu en Anjou travailler dans les ardoisières, et d'une mère pouézéenne, René (son prénom pour l’état civil) Nitkowski se retrouve, à 23 ans, dans un fauteuil roulant à cause d'une myopathie. Alors qu’il commence à peindre, ses amis vont l'appeler Stani — ce prénom faisant plus polonais selon eux.
Il abandonne rapidement l’abstraction, et commence à dessiner avec de l’encre. Sa rencontre avec Robert Tatin, peintre à Cossé-le-Vivien, va l'encourager et l'influencer. Il expose pour la première fois à Angers en 1974.
Sur les conseils de Jean Dubuffet et de Robert Tatin, il rencontre Cérès Franco qui l'accueille dans sa galerie L'Œil de Bœuf à plusieurs reprises. Parallèlement, Roland Vanuxem devient son marchand.
Son travail d'artiste est profondément marqué par sa maladie. Son œuvre est forte, noire, torturée à l'image de sa vie.
Bouleversé par la mort de son fils, en février 2001, Nitkowski choisit de disparaître en avril, à quelques jours de ses 52 ans.

## Expositions (sélection)
- 2016 : « L’esprit singulier. Collection de l’Abbaye d’Auberive », Halle Saint-Pierre, Paris
- 2013 : « À corps et à trais - Lydie Arickx, Marcos Carrasquer, Ben-Ami Koller, Stani Nitkowski, Vladimir Velickovic, Marko Velk », Centre d'art contemporain Raymond Farbos, Mont-de-Marsan.
- 2011 : « Hommage », galerie Polad-Hardouin, Paris
- 2010 : autour de l'exposition « Alfred Kubin », au Centre d'art contemporain de l'abbaye d'Auberive, vingt créateurs européens contemporains du dessin
- 2006 : « Parcours », galeries Idées d'artistes, Vanuxem et Sellem, Paris ; « Humanités - Gillet, Nitkowski, Rebeyrolle », galerie Guigon, Paris, et abbaye d'Auberive
- 2003 : « Le grand bond », salle Chemellier, Angers
- 2002 : « La lucarne magique », galerie Idées d'artistes, Paris
- 2001 : « Hommage », Artmetz (Metz) ; Salon Comparaisons, Paris
- 1999 : « Entre chair et corps », galerie Les Filles du calvaire, Paris
- 1996 : « Œuvres récentes », galerie Vanuxem, Paris
- 1993 : rétrospective « Vingt ans de peinture », musée de Niort
- 1992 : hôtel de ville, La Pouèze
- 1991 : Petites peintures et dessins de Écrit avec ton propre sang, galerie L'Œil de Bœuf, Paris
- 1990 : « 15 ans d'acquisitions », musée des beaux-arts, Nantes
- 1989 : galerie Convergence, Paris ; « La forga », galeries Vanuxem-Biaf, Paris ; galerie L'Œil de Bœuf, Paris ; galerie Patricia Personne, Angers
- 1988 : « Marche ou crève », galerie Convergence, Nantes
- 1987 : galerie Vanuxem, Paris ; galerie L'Œil de Bœuf, Paris ; Carnet de dessins et peintures, galerie Aussant, Rennes
- 1986 : Maison de la culture, Rennes ; « Two men show », avec B.A. Koller, FIAC, galerie B. Jagot, Saint-Nazaire
- 1985 : Œuvres récentes, galerie Vanuxem, Paris ; « Atelier sur l'herbe », école des Beaux-Arts, Nantes
- 1984 : Chapelle du Genetail, Château-Gontier
- 1982 : « Les sentiers privilégiés de ma vie », galerie L'Œil de Bœuf, Paris
- 1981 : galerie Janick, Laval
- 1980 : « Étrange musée Robert Tatin », Cossé-le-Vivien
- 1978 : gendarmerie, La Rochelle ; syndicat d'initiative, Chalonnes
- 1975-1976 : abbaye de Saint-Georges-sur-Loire
- 1974 : première exposition à Angers

## Publication
- La Mansarde à lucarne magique, journal 1994-2000, préface de Jean-Marie Drot, éditions Deleatur-Idées d'artistes, 2002  (ISBN 2-86807-112-0)